# Scott Podsednik
Scott Podsednik (West, 18 de março de 1976) é um jogador profissional de beisebol norte-americano.

## Carreira
Scott Podsednik foi campeão da World Series 2005 jogando pelo Chicago White Sox. Na série de partidas decisiva, sua equipe venceu o Houston Astros por 4 jogos a 0.